# Thomas H. Tietenberg
Thomas Harry (Tom) Tietenberg (nascido a 21 de outubro de 1942) é um economista e ambientalista americano e professor emérito do Colby College, conhecido pelo seu trabalho no campo da economia baseada em recursos.

## Biografia
Nascido em 1942, filho de Harry Hall e Florence Elaine (Moxley) Tietenberg, Tietenberg obteve o seu bacharelato em Relações Internacionais na Academia da Força Aérea dos Estados Unidos em 1964. No ano seguinte, obteve o seu mestrado em Economia pela University of the East. Em 1970 obteve outro mestrado, pela Universidade de Wisconsin-Madison, onde em 1971 também obteve o seu doutorado em economia.
Após a sua graduação, Tietenberg iniciou a sua carreira académica em 1971 como professor assistente de economia no Williams College. Em 1977, começou a trabalhar no Colby College como professor associado em economia, foi promovido a professor em economia em 1984 e presidiu o departamento de economia de 1985 a 1988 e de 1993 a 1995. Tietenberg também foi consultor na área de política ambiental para agências e organizações governamentais nacionais e internacionais, como o Banco Mundial, o Banco Interamericano de Desenvolvimento e a Agência de Proteção Ambiental dos Estados Unidos. Ele foi um dos palestrantes da primeira Cimeira da Terra no Rio em 1992.
Em 1987, Tietenberg co-fundou a Associação de Economistas Ambientais e de Recursos (AERE), servindo como o seu Presidente, no ano de 1987 – 1988. Em 2010, a Northeastern Agricultural and Resource Economics Association concedeu-lhe o prémio Outstanding Public Service Though Economics.